# 1943 en Suisse
Chronologie de la Suisse
- 1939
- 1940
- 1941
- 1942
- 1943
- 1944
- 1945
- 1946
- 1947

Chronologie de la Suisse
1942 en Suisse - 1943 en Suisse - 1944 en Suisse

## Gouvernement au1erjanvier 1943
- Conseil fédéral[1]:
  - Enrico Celio PDC, président de la Confédération
  - Walther Stampfli PRD, vice-président de la Confédération
  - Eduard von Steiger UDC
  - Karl Kobelt PRD
  - Philipp Etter PDC
  - Ernst Wetter PRD
  - Marcel Pilet-Golaz PRD

## Événements

### Janvier
Vendredi 8 janvier 
- Décès à Lützelflüh (BE), à l’âge de 74 ans de l'écrivain Simon Gfeller.

 Mercredi 13 janvier 
- Décès à Zurich, à l’âge de 54 ans, de la peintre et sculpteur Sophie Taeuber-Arp.

### Février
Jeudi 4 février 
- Première, au Schauspielhaus de Zurich, de La Bonne Âme du Sichuan, de Bertolt Brecht.

 Dimanche 7 février 
- Des causes naturelles provoquent l’effondrement du tunnel ferroviaire Saint-Ursanne-Courgenay (JU). Le trafic vers l’Ajoie est interrompu pour plusieurs mois.

 Samedi 20 février 
- Décès à Genève, à l’âge de 80 ans, d’Ernest Guglielminetti, surnommé le docteur Goudron.

 Dimanche 28 février 
- Décès à Nha Trang (Indochine française), à l’âge de 79 ans, du bactériologiste franco-suisse Alexandre Yersin qui découvrit le bacille de la peste.

### Mars
Lundi 15 mars 
- Bombardement allié sur le nord de Zurich, visant vraisemblablement la fabrique d’armes Oerlikon.

 Samedi 27 mars 
- Décès à Lausanne, à l’âge de 65 ans, du compositeur Émile-Robert Blanchet.

### Avril
Lundi 1er avril 
- Radio-Lausanne inaugure Le Miroir du temps, une émission d’actualité due à Benjamin Romieux.

 Jeudi 4 avril 
- Le Tribunal territorial IIIA prononce trois condamnations à mort pour violation du secret militaire.

 Vendredi 16 avril 
- Le chimiste Albert Hofmann découvre les effets hallucinogènes du LSD.

 Lundi 19 avril 
- Décès à Lausanne, à l’âge de 76 ans, du compositeur Gustave Doret.

### Mai
Lundi 24 mai 
- Chute d’un avion militaire dans la région de Langenbruck (BL). Le pilote et son passager sont tués.

 Vendredi 28 mai 
- Fondation à Berne du Groupement suisse pour les régions de montagne.

### Juin
Dimanche 20 juin 
- Le FC Grasshopper s’adjuge, pour la douzième fois de son histoire, le titre de champion de Suisse de football.

 Lundi 28 juin 
- Un accident de ponton cause la mort de six personnes sur la Reuss, près d’Ottenbach (ZH).

 Mercredi 30 juin 
- Grève des menuisiers et ébénistes à Lausanne, qui réclament une augmentation de salaire

### Juillet
Mardi 6 juillet 
- Le Conseil fédéral prononce la dissolution du Rassemblement fédéral et de la Communauté nationale, deux mouvements d'obédience fasciste.

 Mardi 13 juillet 
- Deux avions anglais s’écrasent en Valais, l’un dans la région de Thyon, l’autre au-dessus du Bouveret. Les quatorze occupants des deux appareils perdent la vie.

### Août
Samedi 21 août 
- La Suisse connaît une période de canicule. Une température de 38,7 degrés est mesurée à Bâle.

 Mardi 24 août 
- Arrestation de Léon Nicole, poursuivi pour avoir rédigé des journaux clandestins.

### Septembre
Jeudi 9 septembre 
- Première de La Vie de Galilée, de Bertolt Brecht, au Schauspielhaus de Zurich.

 Mercredi 15 septembre 
- Mobilisation partielle de l’armée.

 Vendredi 22 septembre 
- 20 000 Italiens, tant civils que militaires, se réfugient en Suisse.

### Octobre
Jeudi 7 octobre 
- Ouverture de la première édition de la foire de l'Olma, exposition agricole de la Suisse orientale à Saint-Gall.

 Samedi 16 octobre 
- Le Département fédéral de justice et police annonce que la Suisse héberge actuellement 61 000 réfugiés.

 Dimanche 17 octobre 
- Une erreur d’aiguillage provoque une collision ferroviaire entre les deux dernières voitures d’un train rapide et un train de voyageurs à Schüpfheim (LU). On dénombre cinq morts et 26 blessés.

 Dimanche 31 octobre 
- Élections au Conseil national. Le nombre de sièges de la Chambre basse passe de 187 à 194. Cette augmentation profite au Parti socialiste, qui obtient 56 sièges (+ 11) devenant ainsi la plus grande formation politique du parlement. Les radicaux décrochent 47 sièges (- 2), les conservateurs-catholiques 43 (inchangé) et les(paysans, artisans et bourgeois) 22 (inchangé).

### Novembre
Lundi 8 novembre 
- Le conseiller fédéral Ernst Wetter (PRD) annonce sa démission.

 Jeudi 18 novembre 
- Inauguration de l’école d’architecture de Lausanne.

 Mardi 23 novembre 
- Cinq soldats perdent la vie sur la ligne de Lötschberg, surpris par un train alors qu’ils marchaient dans un tunnel.

### Décembre
Mercredi 8 décembre 
- Décès à Genève, à l’âge de 80 ans, du poète rhéto-romanche Peider Lansel.

 Vendredi 10 décembre 
- Décès à Zurich, à l'âge de 64 ans, de l'oculiste Alfred Vogt.

 Mercredi 15 décembre 
- Élection de Ernst Nobs (PSS) au Conseil fédéral. Il s’agit du premier conseiller fédéral socialiste.
- 16 décembre : un arrêté du Parlement fédéral de la Confédération suisse adopte la loi fédérale relative à l’organisation judiciaire dont l’entrée en vigueur est fixée au 1er janvier 1945.

 Dimanche 19 décembre 
- Décès à Genève, à l’âge de 83 ans, du compositeur Otto Barblan.